# دیوید گلدول
دیوید گِـلَدول (انگلیسی: David Gladwell؛ زادهٔ ۱۹۳۵ میلادی) هنرمند، کارگردان فیلم و تدوین‌گر اهل بریتانیا است.
از فیلم‌ها یا مجموعه‌های تلویزیونی که وی در آن‌ها نقش داشته‌است، می‌توان به ای مرد خوش‌شانس! و اگر.... اشاره نمود.